# Янкелювка
Янкелювка (пол. Jankielówka) — село в Польщі, у гміні Рачки Сувальського повіту Підляського воєводства.
Населення — 67 осіб (2011).
У 1975-1998 роках село належало до Сувальського воєводства.

## Демографія
Демографічна структура станом на 31 березня 2011 року:
|          | Загалом | Допрацездатний вік | Працездатний вік | Постпрацездатний вік |
| -------- | ------- | ------------------ | ---------------- | -------------------- |
| Чоловіки | 41      | 14                 | 22               | 5                    |
| Жінки    | 26      | 7                  | 13               | 6                    |
| Разом    | 67      | 21                 | 35               | 11                   |